# Vídeo News
Vídeo News foi uma revista eletrônica brasileira produzida e exibida pela Rede Bandeirantes, que mistura jornalismo e entretenimento. Originalmente estreou apresentado por Nadja Haddad e, em sua segunda fase a partir de 2018, passou a ser comandado por Rafael Baronesi e Larissa Erthal antes de serem dispensados pela emissora em 29 de junho de 2018. A atração foi extinta em 2019.

## História

### 2009–12: Primeira fase
O programa estreou em 10 agosto de 2009, sob a apresentação por Nadja Haddad de segunda a sexta-feira as 22h15, tendo 15 minutos de duração. Em 10 de janeiro de 2010 passou a ser exibido também aos domingos. Logo após a Copa do Mundo de 2010 o programa ganhou mais 45 minutos de duração, indo ao ar das 21h15 as 22h15, sendo que as sextas-feiras o programa tinha mais 15 minutos, ficando no ar até 22h30 por causa da classificação indicativa do Tribunal na TV, que era imprópria para menores de 14 anos e só poderia ser exibido naquela faixa de horário. Em 2011 a grade passou por uma reestruturação e o programa passou a ter apenas 15 minutos novamente, causado pela estreia do seriado estadunidense NCIS - Unidade de Elite. Em 9 de abril de 2012 o programa foi cortado novamente, passando a ter apenas 10 minutos e ser exibido às 19h50 antes do programa evangélico Show da Fé de segunda à quinta-feira, tendo a edição de sexta-feira sido extinta para dar lugar ao programa sobre vida animal Zoo, também apresentado por Nadja Haddad. Em 31 de dezembro daquele ano o programa é extinto.

### 2018–19: Segunda fase
Depois de 5 anos fora do ar, em 26 de março de 2018 o programa voltou a ser exibido, desta vez produzido diretamente dos estúdios da Band no Rio de Janeiro em rede nacional, sob o comando de Rafael Baronesi e Larissa Erthal de segunda a sexta-feira das 22h10 às 22h30 com duração de vinte minutos, mais reduzida. Em 29 de junho, no entanto, Rafael e Larissa são dispensados pela emissora, sendo que o programa passou a contar apenas com reportagens sequenciais, sem retornar ao estúdio e sem ter apresentadores (Larissa Erthal voltou a emissora depois, mas apenas na equipe esportiva).
Posteriormente, devido a entrada de outras atrações, o Vídeo News deixou de ser exibido às 22h10, sendo exibido nas madrugadas de segunda a sexta com duração de apenas 15 minutos, e aos sábados, às 22h, com duração de 30 minutos. Em 2019, no fim da temporada de 2019 do Band Folia, a atração foi encerrada.

## Apresentadores
- Nadja Haddad (2009–12)
- Rafael Baronesi (2018)
- Larissa Erthal (2018)

## Vídeo News Tarde
Em 9 de fevereiro de 2010 estreou Vídeo News Tarde, versão vespertina apresentada por Luize Altenhofen com 45 minutos de exibição às 13h30, saindo do ar em 10 de setembro para dar lugar ao Boa Tarde, apresentado por Silvia Poppovic. Em dezembro daquele ano voltou ao ar sob a apresentação de Patrícia Maldonado após o fim do PopCorn TV com a mesma duração a partir das 15h20, permanecendo no ar até 30 de dezembro de 2011, dando lugar ao Muito+.